# نظام إدارة البطارية

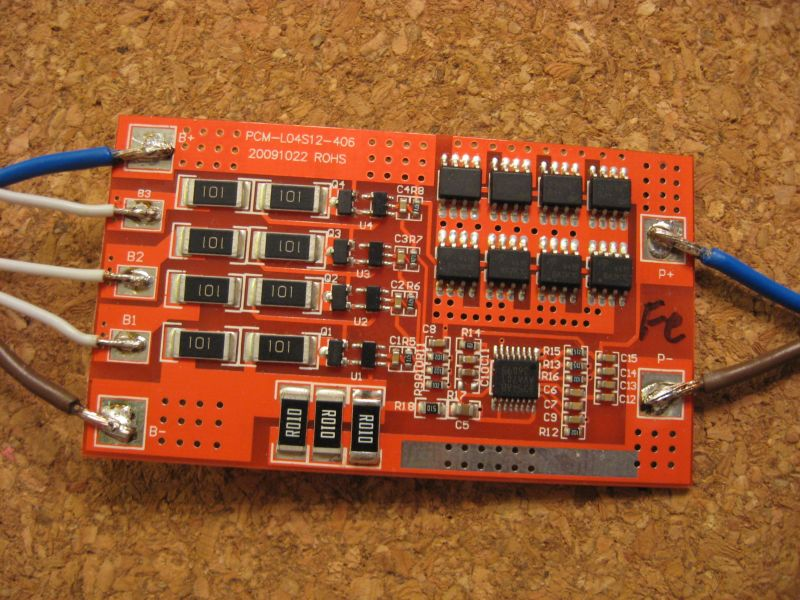
دائرة أمان لبطاريات LiFePO4 ذات 4 خلايا مع موازن

نظام إدارة البطارية (بالإنجليزية: Battery management system ويختصر بـ BMS) هو أي نظام إلكتروني يدير بطارية قابلة للشحن (خلية أو حزمة بطاريات)، مثل حماية البطارية من العمل خارج منطقة التشغيل الآمنة الخاصة بها، ومراقبة حالتها، وحساب البيانات الثانوية، وإعداد تقارير بتلك البيانات، والتحكم في بيئتها، والتحقق منها و/أو موازنتها.
تعد حزمة البطاريات المزودة بنظام إدارة بطارية مع ناقل بيانات اتصال خارجي حزمة بطاريات ذكية. يجب شحن حزمة البطارية الذكية بواسطة شاحن بطارية ذكي.

## المهام

### المراقبة
يمكن أن يراقب نظام إدارة البطارية حالة البطارية وفقًا لما توفره عناصر مختلفة، مثل:
- الجهد: الجهد الكلي، أو فولطيات الخلايا الفردية، أو جهد المآخذ الدورية
- درجة الحرارة: متوسط درجة الحرارة، أو درجة حرارة سائل التبريد المأخوذ، أو درجة حرارة سائل التبريد الخارج أو درجات حرارة الخلايا الفردية
- تدفق سائل التبريد: للبطاريات المبردة بالهواء أو بالسوائل
- التيار: التيار الداخل أو الخارج من البطارية

### أنظمة المركبات الكهربائية: استعادة الطاقة
يتحكم نظام إدارة البطارية أيضًا في إعادة شحن البطارية عن طريق إعادة توجيه الطاقة المستردة (أي من الكبح المتجدد) مرة أخرى إلى حزمة البطارية (تتكون عادةً من عدد من وحدات البطارية، تتكون كل منها من عدة خلايا).
يمكن أن تكون أنظمة الإدارة الحرارية للبطارية إما خاملة أو نشطة، ويمكن أن يكون وسيط التبريد إما هواء أو سائل أو شكل متغير الحالة. يعد تبريد الهواء مفيد في بساطته. يمكن أن تكون هذه الأنظمة خاملة، تعتمد فقط على الحمل الحراري للهواء المحيط، أو نشطة، تستخدم المراوح لتوليد تيار هوائي. تجاريًا، تستخدم هوندا إنسايت وتويوتا بريوس تبريد الهواء النشط لأنظمة البطاريات الخاصة بهما. يعتبر العيب الرئيسي لتبريد الهواء هو عدم كفاءته. يجب استخدام كميات كبيرة من الطاقة لتشغيل آلية التبريد، أكثر بكثير من التبريد السائل النشط. وتضيف المكونات الإضافية لآلية التبريد أيضًا وزنًا إلى نظام إدارة البطارية، ما يقلل من كفاءة البطاريات المستخدمة في وسائل النقل.
يملك التبريد بالسائل إمكانية تبريد طبيعية أعلى من التبريد بالهواء، إذ يكون التوصيل الحراري في المبردات السائلة عادةً أعلى من المبردات بالهواء. يمكن غمر البطارية مباشرةً في المبرد أو يمكن أن يتدفق المبرد عبر نظام إدارة البطارية دون اتصال مباشر بالبطارية. قد يؤدي التبريد غير المباشر إلى إنشاء تدرجات حرارية كبيرة عبر نظام إدارة البطارية بسبب زيادة طول قنوات التبريد. يمكن تقليل ذلك عن طريق ضخ سائل التبريد بشكل أسرع عبر النظام، ما يؤدي إلى مفاضلة بين سرعة الضخ والاتساق الحراري.

### الاتصال
يتواصل المتحكم المركزي في نظام إدارة البطارية داخليًا مع أجهزتها العاملة على مستوى الخلية، أو خارجيًا مع أجهزة عالية المستوى مثل أجهزة الكمبيوتر المحمولة أو واجهة الإنسان-الآلة.
يعد الاتصال الخارجي عالي المستوى بسيطًا ويستخدم عدة طرق:
- أنواع مختلفة من الاتصالات التسلسلية.
- يكثر استخدام اتصالات موصل كان (شبكة منطقة المتحكم) في بيئات السيارات.
- أنواع مختلفة من الاتصالات اللاسلكية.[4]

لا تحتوي أنظمة إدارة البطارية المركزية منخفضة الجهد على أي اتصالات داخلية.
يجب أن تستخدم أنظمة إدارة البطارية الموزعة أو المعيارية بعض اتصالات متحكم-خلية داخلية منخفضة المستوى (بنية معيارية) أو اتصالات متحكم – متحكم (بنية الموزعة). تعد هذه الأنواع من الاتصالات صعبة، خاصةً بالنسبة لأنظمة الجهد العالي. المشكلة هي تحويل الجهد بين الخلايا. إذ يمكن أن تكون الإشارة الأرضية للخلية الأولى أعلى بمئات الفولتات من الإشارة الأرضية للخلية الأخرى. بصرف النظر عن البروتوكولات البرمجية، توجد طريقتان معروفتان لاتصالات الأجهزة لأنظمة تحويل الجهد هما العزل البصري والاتصال اللاسلكي. يوجد تقييد آخر على لاتصالات الداخلية هو الحد الأقصى لعدد الخلايا. بالنسبة للبنية المعيارية، تقتصر معظم الأجهزة على 255 عقدة كحد أقصى. أما بالنسبة لأنظمة الجهد العالي، يعد وقت البحث لجميع الخلايا تقييدًا آخرًا، إذ يقلل من الحد الأدنى لسرعات الناقل ويفقد بعض خيارات الأجهزة. تعد تكلفة الأنظمة المعيارية مهمة، لأنها قد تكون قابلة للمقارنة بسعر الخلية. ينتج عن الجمع بين قيود الأجهزة والبرمجيات بعض الخيارات للاتصال الداخلي:
- الاتصالات التسلسلية المعزولة
- الاتصالات التسلسلية اللاسلكية